# 巴拉巴尼夫卡 (新烏希齊亞區)
48°46′42″N 27°22′59″E / 48.77833°N 27.38306°E
巴拉巴尼夫卡（烏克蘭語：Балабанівка），是烏克蘭西部的村莊，隸屬赫梅利尼茨基州的卡緬涅茨-波多利斯基區。該村始建於1661年，面積1.89平方公里，海拔高度184米，2001年人口256，人口密度每平方公里135.5人。